# Glypta placida
Glypta placida là một loài tò vò trong họ Ichneumonidae.